# Mardan
Mardan (in urdu مردان) è una città del Pakistan, situata nella provincia del Khyber Pakhtunkhwa.